# Par ordre de la Pompadour
Pour plus de détails, voir Fiche technique et Distribution.
Par ordre de la Pompadour (titre original : Auf Befehl der Pompadour) est un film allemand réalisé par Friedrich Zelnik sorti en 1924.

## Synopsis
Le film se déroule à deux niveaux temporels : d'abord dans la France actuelle puis à l'époque de Louis XV au XVIIIe siècle.
Lucienne est une jeune femme dynamique qui, bien qu'elle soit amoureuse de l'ingénieur en chef de l'usine automobile de son oncle Abel Fernay, est contrainte d'épouser un homme mal-aimé, un noble homme d'affaires. Fernay s'attend à ce que cette union ait principalement des effets de synergie commerciale. Afin de se distraire du mariage à venir et non désiré, Lucienne commence à feuilleter un roman écrit par son défunt père.
L'histoire se déroule au XVIIIe siècle et raconte l'amour du beau lieutenant André de Rohan pour la marquise de Pompadour, au cœur froid et calculateur. Après avoir fini de lire le livre et reconnu des parallèles avec sa propre vie, Lucienne décide de résister au mariage arrangé. Finalement, le puissant et riche chef de famille, Abel Fernay, cède et approuve la décision de Lucienne d'épouser l'ingénieur.

## Fiche technique
- Titre : Par ordre de la Pompadour
- Titre original : Auf Befehl der Pompadour
- Réalisation : Friedrich Zelnik
- Scénario : René Ferry, Alfred Halm
- Musique : Willy Schmidt-Gentner
- Direction artistique : Willi Herrmann
- Costumes : Jean-Pierre Aumont
- Photographie : Edoardo Lamberti (de), Georg Muschner (de)
- Production : Heinz Landsmann (de)
- Société de production : Phoebus-Film
- Société de distribution : Phoebus-Film
- Pays d'origine : Allemagne  République de Weimar
- Langue : allemand
- Format : Noir et blanc - 1,33:1 - 35 mm
- Genre : Comédie romantique
- Durée : 123 minutes
- Dates de sortie :
  - Allemagne  République de Weimar : 25 septembre 1924
  - Finlande : 22 décembre 1924
  - Autriche : 17 avril 1925
  - France : 30 octobre 1925[1]

## Distribution
- Lya Mara : Lucienne/la Pompadour
- Alwin Neuß : Abel Fernay, propriétaire de l'usine automobile de Fernay
- Frida Richard : Catherine Fernay, sa mère
- Jakob Tiedtke : Cyrus Fernay, son frère
- Alphons Fryland (de) : Abel Fernay, l'ingénieur/le lieutenant André de Rohan
- Hans Albers : le duc de Riverolles
- Max Neumann : David Moulin, comptable
- Sophie Pagay : Mélissa, servante
- Georges Vaultier : Louis XV
- Hermann Boettcher : le père de Lucienne
- Robert Leffler : M. von Tournehem, oncle de Lucienne
- Carl Geppert : Charles d'Étoiles
- Paul Biensfeldt : Binet
- Friedrich Kühne
- Karl Harbacher
- Harry Berber
- Ernst Behmer

## Source de traduction
- (de) Cet article est partiellement ou en totalité issu de l’article de Wikipédia en allemand intitulé « Auf Befehl der Pompadour » (voir la liste des auteurs).

1. ↑  « Chronique cinématographique », Le Messin, vol. 43, no 297,‎ 30 octobre 1925, p. 5 (lire en ligne)